# Khướu vằn đầu đen
Khướu vằn đầu đen (danh pháp hai phần: Actinodura sodangorum) là một loài chim trong họ Timaliidae. Chúng được tìm thấy tại tỉnh Xekong của Lào và tỉnh Kon Tum của Việt Nam.
Môi trường sống tự nhiên của nó là vùng miền núi cao ẩm ướt khí hậu nhiệt đới và cận nhiệt đới, các vùng đất cây bụi, đồng cỏ và đồn điền trên cao độ lớn với khí hậu nhiệt đới và cận nhiệt đới.
Loài này đang bị đe dọa do mất môi trường sống.